# Oberea flavodiscalis
Oberea flavodiscalis är en skalbaggsart som beskrevs av Stefan von Breuning 1982. Oberea flavodiscalis ingår i släktet Oberea och familjen långhorningar. Inga underarter finns listade i Catalogue of Life.